# Premios Gardel 2011
Die 13. Ausgabe der Premios Gardel a la música argentina fand am 30. November 2011 statt. Die meisten Preise erhielt die Gruppe Divididos mit insgesamt drei. Am häufigsten nominiert wurden Abel Pintos und Vicentico mit je fünf.
Die Nominierungen wurden am 21. Oktober 2011 bekannt gegeben. Es war das dritte Mal in Folge, das keine Preisverleihung stattfand und die Gewinner nur bekannt gegeben wurden.

## Hauptkategorien

### Album des Jahres
| Sieger                     | Nominierungen                                             |
| -------------------------- | --------------------------------------------------------- |
| Amapola del 66 – Divididos | - Reevolución – Abel Pintos - Sólo un momento – Vicentico |

### Lied des Jahres
| Sieger                        | Nominierungen                                                          |
| ----------------------------- | ---------------------------------------------------------------------- |
| «Sólo un momento» – Vicentico | - «Revolución (espíritu)» – Abel Pintos - «Amapola del 66» – Divididos |

### Aufnahme des Jahres
| Sieger                             | Nominierungen                                           |
| ---------------------------------- | ------------------------------------------------------- |
| A solas con el mundo – Pedro Aznar | - Quebrado vivo – Pedro Aznar - Pynadí – Chango Spasiuk |

### Produktion des Jahres
| Sieger                     | Nominierungen                                             |
| -------------------------- | --------------------------------------------------------- |
| Amapola del 66 – Divididos | - Reevolución – Abel Pintos - Sólo un momento – Vicentico |

## Genre-Kategorien

### Pop
Bestes Album einer Künstlerin Pop
| Gewinner                       | Nominierungen                                             |
| ------------------------------ | --------------------------------------------------------- |
| Plan perfecto – Hilda Lizarazu | - Más que loca – Silvina Garré - Mirador – Silvia Aramayo |

Bestes Album eines Künstlers Pop
| Gewinner                | Nominierungen                                                                                      |
| ----------------------- | -------------------------------------------------------------------------------------------------- |
| Distinto – Diego Torres | - Amor en polvo – Emmanuel Horvilleur - + The Nada + Liniers Vivo en Buenos Aires – Kevin Johansen |

Beste Popband
| Gewinner                   | Nominierungen                                                        |
| -------------------------- | -------------------------------------------------------------------- |
| Obsesionario – Tan Biónica | - Una temporada en el amor – Estelares - 10 – Vilma Palma e Vampiros |

Bestes Album eines Newcomers Pop
| Gewinner                   | Nominierungen                                               |
| -------------------------- | ----------------------------------------------------------- |
| Obsesionario – Tan Biónica | - Y de amor no supe nada – Daniela Horovitz - Thian – Thian |

### Rock
Bestes Album eines Künstlers Rock
| Gewinner                 | Nominierungen                                  |
| ------------------------ | ---------------------------------------------- |
| Kill Gil – Charly García | - Sólo un momento – Vicentico - Espejos – Ciro |

Bestes Album einer Musikgruppe Rock
| Gewinner        | Nominierungen                                                                  |
| --------------- | ------------------------------------------------------------------------------ |
| Jauría – Jauría | - Por lo menos hoy – No Te Va Gustar - Irrompibles – Los Auténticos Decadentes |

Bestes Album eines Newcomers Rock
| Gewinner                   | Nominierungen                             |
| -------------------------- | ----------------------------------------- |
| Amapola del 66 – Divididos | - Es – Eruca Sativa - Rano – Rano Sarbach |

### Rock Pop Alternativo
Bestes Alternative-Album
| Gewinner         | Nominierungen                                              |
| ---------------- | ---------------------------------------------------------- |
| Pyramide – Dante | - Ailabiu Eoy” – El Otro Yo - Espíritu salvaje – Onda Vaga |

### Electrónica
Bestes Elektronisches Album
| Gewinner                | Nominierungen                                  |
| ----------------------- | ---------------------------------------------- |
| Dulce calor – Altocamet | - Simple – Jairo Joel - Ora – Jerónimo Escajal |

### Folklore
Bestes Album einer Künstlerin der Folklore
| Gewinner                | Nominierungen                                                               |
| ----------------------- | --------------------------------------------------------------------------- |
| Churita – Mariana Baraj | - Deja la vida volar - En gira – Mercedes Sosa - Vivo en Arequito – Soledad |

Bestes Album eines Künstlers der Folklore
| Gewinner                  | Nominierungen                                                                  |
| ------------------------- | ------------------------------------------------------------------------------ |
| Reevolución – Abel Pintos | - Clásicos de música argentina y algo más – Luis Salinas - Runa – Raúl Carnota |

Bestes Album einer Musikgruppe Folklore
| Gewinner                                           | Nominierungen                                |
| -------------------------------------------------- | -------------------------------------------- |
| El camino, con invitados y en vivo – Dúo Coplanacu | - Energía – Canto 4 - Ama al mundo – Markama |

Beste Folk-/Alternativ-Gruppe
| Gewinner                            | Nominierungen                                                                         |
| ----------------------------------- | ------------------------------------------------------------------------------------- |
| Opus Cuatro Sinfónico – Opus Cuatro | - SOS agua – Suna Rocha - Mujeres argentinas – Silvia Iriondo - Terraplén – Terraplén |

Bestes Album eines Newcomers Folklore
| Gewinner                          | Nominierungen                                              |
| --------------------------------- | ---------------------------------------------------------- |
| El pueblo del amor – Javier Acuña | - Ruta 9 – Florencia Bernales - Abrazame – Camila Barbutti |

### Tango
Bestes Album einer Künstlerin des Tango
| Gewinner                                      | Nominierungen                                                    |
| --------------------------------------------- | ---------------------------------------------------------------- |
| Manzi, caminos de barro y pampa – Lidia Borda | - En carne propia – Viviana Scarlassa - Ella – María José Demare |

Bestes Album eines Künstlers des Tango
| Gewinner                     | Nominierungen                                                                     |
| ---------------------------- | --------------------------------------------------------------------------------- |
| Tiempo fuerte – Raúl Garello | - Alfredo Lepera por Horacio Molina – Horacio Molina - Abandoneado – Litto Nebbia |

Bestes Album einer Tango-Musikgruppe
| Gewinner                                             | Nominierungen                                                                                                |
| ---------------------------------------------------- | --- |
| Raras partituras 6 – Leopoldo Federico y El Arranque | - En sueño porteño – Esteban Morgado Cuarteto - Lujo de tangos y canciones – Leo Sujatovich y Katie Viqueira |

Bestes Album eines Newcomers des Tango
| Gewinner                                                  | Nominierungen                                                        |
| --------------------------------------------------------- | -------------------------------------------------------------------- |
| Orquesta Típica El Arrastre – Orquesta Típica El Arrastre | - Orquesta de carnaval – Amores Tangos - Tangos nuevos – Tute Lucero |

Bestes Tango-Album eines Orchesters
| Gewinner                                        | Nominierungen                               |
| ----------------------------------------------- | ------------------------------------------- |
| Corazón de piel afuera – Cuarteto Cedrón Godino | - Tongos – Diego Schissi - Vivo – Tanghetto |

### Tropical/Cuarteto
Bestes Album einer Künstlerin der Música Tropical/Cuarteto
| Gewinner                     | Nominierungen                                                        |
| ---------------------------- | -------------------------------------------------------------------- |
| Con la misma moneda – Karina | - No voy a cambiar – Dalila - Te voy a hacer el amor – Paola Miranda |

Bestes Album eines Künstlers der Música Tropical/Cuarteto
| Gewinner                 | Nominierungen                                                                       |
| ------------------------ | ----------------------------------------------------------------------------------- |
| Genial – La Mona Jiménez | - En vivo y en privado – Jean Carlos - Ayer, hoy y siempre romántico – Leo Mattioli |

Bestes Música Tropical/Cuarteto-Album einer Band
| Gewinner                      | Nominierungen                                 |
| ----------------------------- | --------------------------------------------- |
| Una nueva vida – Los Palmeras | - Inconfundible – Banda XXI - Bravo – Sabroso |

Bestes Album eines Newcomers des Música Tropical/Cuarteto
| Gewinner                   | Nominierungen                                                                        |
| -------------------------- | ------------------------------------------------------------------------------------ |
| Revolución – Banda Express | - Te voy a hacer el amor – Paola Miranda - Somos nosotros – Maxi y la Champions Liga |

### Canción Testimonial
Bestes Album des Canción Testimonial
| Gewinner                           | Nominierungen                                                                                              |
| ---------------------------------- | --- |
| A solas con el mundo – Pedro Aznar | - El hambre y las ganas de comer – Gabo Ferro - Que 20 años no es nada – Liliana Felipe y Jesusa Rodríguez |

### Música Clásica
Bestes klassisches Album
| Gewinner                                        | Nominierungen |
| ----------------------------------------------- | --- |
| Recital para la memoria – Miguel Ángel Estrella | - Elgar: Concierto para Cello/Dvorak/Respighi/Vasks – Sol Gabetta - Concierto del Bicentenario-200 Años de Música Argentina – Orquesta Sinfónica de Salta-Luis Gorelik director |

### Conceptual
Bestes Konzeptalbum
| Gewinner                                | Nominierungen                                                                                 |
| --------------------------------------- | --------------------------------------------------------------------------------------------- |
| Aymama canta María Elena Walsh – Aymama | - Mitad del viento remixes – Altocamet - Con esa luz – Tributo a Carmen Guzmán – Chany Suárez |

### Música Religiosa
Bestes religiöses Album
| Gewinner                          | Nominierungen                                                 |
| --------------------------------- | ------------------------------------------------------------- |
| Respuesta de amor – Miriam Bloise | - Misa surera – Lucía Ceresani - Superhéroe – Los Descalzados |

### Jazz
Bestes Jazz-Album
| Gewinner               | Nominierungen                                                                           |
| ---------------------- | --------------------------------------------------------------------------------------- |
| Ten – Javier Malosetti | - Cinemateca finlandesa – Adrián Iaies y Roxana Amed - New York meeting – Gato Barbieri |

### Infantil
Bestes Kindermusikalbum
| Gewinner               | Nominierungen                                                                       |
| ---------------------- | ----------------------------------------------------------------------------------- |
| Ronda – Los Musiqueros | - Teen Angels IV – Casi Ángeles - Tango para chicos y sus hermanos – Graciela Pesce |

### Romántico/Melódico
Bestes Romántico/Melódico-Album
| Gewinner                         | Nominierungen                                                                          |
| -------------------------------- | -------------------------------------------------------------------------------------- |
| Volverte a ver – Luciano Pereyra | - Más atorrante que nunca – Cacho Castaña - El amor en tiempo de murga – Chico Novarro |

### Banda de Sonido Cine/Televisión
Bester Soundtrack
| Gewinner                        | Nominierungen                                                |
| ------------------------------- | ------------------------------------------------------------ |
| Rompecabezas – Alejandro Franov | - Noticias del mundo – Diego Mizrah - Sueña conmigo – Varios |

### Colección de Catálogo
Neste Kompilation
| Gewinner                  | Nominierungen                                                                             |
| ------------------------- | ----------------------------------------------------------------------------------------- |
| Con todos – Mercedes Sosa | - Juntos otra vez en vivo 1989 – Alma y Vida - Eso pasó ayer-Abducciones 98.10 – Gillespi |

### Musikvideo
Bestes Musikvideo
| Gewinner                      | Nominierungen                                                                    |
| ----------------------------- | -------------------------------------------------------------------------------- |
| «Sólo un momento» – Vicentico | - «Pyramide» – Dante - «Gustavo Cordera en la caravana mágica» – Gustavo Cordera |

### DVD
Beste DVD
| Gewinner                                               | Nominierungen                                             |
| ------------------------------------------------------ | --------------------------------------------------------- |
| Clásicos de música argentina y algo más – Luis Salinas | - Amor por siempre – Axel - En vivo en Obras – Almafuerte |

### Cover
Bestes Cover-Design
| Gewinner                 | Nominierungen                                |
| ------------------------ | -------------------------------------------- |
| Kill Gil – Charly García | - Reevolución – Abel Pintos - Espejos – Ciro |

## Ehrung der Verstorbenen
- Marzenka Novak
- Antonio Tauriello
- María Elena Walsh
- Facundo Cabral
- Argentino Luna
- Rolo Puente
- Chango Farías Gómez
- Mario Clavell
- Elsa Marval
- Guido Renzi
- Hugo Giménez Agüero
- Carlos Cristal
- Leo Mattioli